# NGC 1650
NGC 1650 是位於南天波江座的一個最亮團星系。它在哈伯序列中屬於E4。它距離银河系约4.77亿光年。该天体于1885年11月12日由法蘭斯·萊文沃思發現。